# Battaglia di Reynogüelén
La battaglia di Reynogüelén (Reinogüelén, Reinohuelén o Reynohuelén), fu un conflitto combattuto nel 1536 tra impero spagnolo e Mapuche, nel corso della conquista dell'impero Inca.

## Storia
La battaglia si svolse nei pressi della confluenza dei fiumi Ñuble ed Itata, in Cile. Questo scontro viene considerato l'inizio della guerra di Arauco.
Diego de Almagro, dopo aver raggiunto la valle del Mapocho nel 1536, inviò Gómez de Alvarado con una spedizione di 200 spagnoli, 100 cavalieri e 100 fanti, con numerosi ausiliari indiani, verso il Cile meridionale con la missione di esplorare la regione dello stretto di Magellano. Il gruppo avanzò senza trovare molta resistenza da parte dei Promaucaes. Dopo aver attraversato l'Itata furono intercettati da un gruppo numeroso di Mapuche, probabilmente 24000, armati di archi e picche.
I Mapuche portarono molti assalti, respinti con successo dagli spagnoli. Frustrati dalle sconfitte, e confusi dagli sconosciuti cavalli, dalle armi in ferro, e dalle armatture dei conquistadores, i nativi si ritirarono, lasciando sul campo molti morti ed oltre 100 prigionieri. Gli spagnoli persero solo due uomini, ma molti altri furono feriti.
Scoraggiato dalla ferocia dei Mapuche, e dall'apparente mancanza di oro ed argento in quelle terre, Gómez de Alvarado decise di tornare per informare Almagro dell'accaduto. Questa battaglia ebbe una grande influenza sull'intera spedizione di Almagro, e causò, in parte, la ritirata dell'anno successivo in Perù.